# Henri Jacquier
Pour les articles homonymes, voir Jacquier (homonymie).
Henri Jacquier, né le 20 novembre 1878 à Saint-Étienne et mort le 13 novembre 1921 à Cannes, est un peintre français.

## Biographie
Henri Jacquier est le fils de Jean Louis Jacquier, architecte, et de Marie Louise Dutrieux.
Élève d'Aimé Morot, de Paul Saïn, de Fernand Cormon et de François Flameng, il expose au Salon à partir de 1900. Hors concours en 1906, il obtient en 1908 le prix Alphonse de Neuville et une bourse de voyage de l'État.
En 1908, il épouse Jeanne Marie Eugénie Gabrielle Rocques.
En 1914, il est nommé chevalier de la Légion d'honneur, puis devient peintre militaire dès le commencement de la Première Guerre mondiale. Il réalise plusieurs portraits du général Joffre.
Il meurt à Cannes à l'âge de 42 ans. Il est inhumé au cimetière de Pipet à Vienne.